# Tour de Pologne 2012
69. edycja wyścigu kolarskiego Tour de Pologne odbyła się w dniach 10 – 16 lipca 2012. Wyścig figurował w cyklu UCI World Tour 2012. Trasa, podzielona na 7 etapów liczyła łącznie 1234,7 km.
Obradujący we wrześniu 2011 roku w Kopenhadze – podczas mistrzostw świata w kolarstwie szosowym – Dyrektoriat Międzynarodowej Unii Kolarskiej (UCI) zadecydował, ze względu na rozpoczynające się 27 lipca 2012 igrzyska olimpijskie, o zmianie terminu Tour de Pologne z sierpnia na lipiec. Tym samym najważniejszy wyścig kolarski w Polsce odbył się w tym samym terminie co 99. edycja Tour de France.
Po raz trzeci w historii wyścigu jego trasa częściowo wiodła poza terytorium Polski. 12 lipca, podczas etapu z Kędzierzyna-Koźla do Cieszyna kolarze wjechali Mostem Wolności na Olzie do Czeskiego Cieszyna. Cztery rundy okrężne przeprowadzono ulicami i obydwoma mostami polskiego oraz czeskiego Cieszyna.

## Uczestnicy
W wyścigu wystartowało 18 zawodowych zespołów UCI World Tour 2012 oraz pięć dodatkowych ekip zaproszonych przez organizatorów (reprezentacja Polski i cztery drużyny z "dzikimi kartami"). 
W wyścigu nie wystartował zwycięzca ubiegłorocznego wyścigu, Słowak Peter Sagan z grupy Liquigas-Cannondale, który w tym czasie brał udział w Tour de France. Na starcie pojawiło się siedemnastu polskich kolarzy - ośmiu w drużynie reprezentacji Polski (Marek Rutkiewicz, Bartosz Huzarski, Paweł Cieślik, Damian Walczak, Bartłomiej Matysiak, Mateusz Taciak, Tomasz Kiendyś, Łukasz Bodnar), po dwóch z Omega Pharma-Quick Step (Michał Gołaś, Michał Kwiatkowski) i Team Saxo Bank-Tinkoff Bank (Jarosław Marycz i Rafał Majka) oraz po jednym z Liquigas-Cannondale (Maciej Bodnar), z Lampre-ISD (Przemysław Niemiec), z Caja Rural (Karol Domagalski), z Vacansoleil-DCM (Tomasz Marczyński) i z Utensilnord Named (Adrian Kurek).
| Numery  | Kod | Drużyna                     |
| ------- | --- | --------------------------- |
| 1-8     | LIQ | Liquigas-Cannondale         |
| 11-18   | OPQ | Omega Pharma-Quick Step     |
| 21-28   | BMC | BMC Racing Team             |
| 31-38   | LAM | Lampre-ISD                  |
| 41-48   | KAT | Team Katusha                |
| 51-58   | AST | Pro Team Astana             |
| 61-68   | SAX | Team Saxo Bank-Tinkoff Bank |
| 71-78   | VCD | Vacansoleil-DCM             |
| 81-88   | RAB | Rabobank Cycling Team       |
| 91-98   | RNT | RadioShack-Nissan           |
| 101-108 | GEC | Orica-GreenEDGE             |
| 111-118 | LTB | Lotto-Belisol               |
| 121-128 | GRS | Garmin-Sharp                |

| Numery  | Kod | Drużyna                   |
| ------- | --- | ------------------------- |
| 131-138 | SKY | Sky Procycling            |
| 141-148 | ALM | Ag2r-La Mondiale          |
| 151-158 | FDJ | FDJ-BigMat                |
| 161-168 | MOV | Movistar Team             |
| 171-178 | EUS | Euskaltel-Euskadi         |
| 181-188 | CJR | Caja Rural                |
| 191-198 | ARG | Argos-Shimano             |
| 201-208 | COG | Colnago-CSF Bardiani      |
| 211-218 | FAR | Farnese Vini-Selle Italia |
| 221-228 | UNA | Utensilnord Named         |
| 231-238 | TT1 | Team Type 1-Sanofi        |
| 241-248 | POL | Reprezentacja Polski      |

## Przebieg trasy
| Etap | Data     | Start             | Meta                | Dystans  | Typ | Typ         | Zwycięzca      | Lider              |
| ---- | -------- | ----------------- | ------------------- | -------- | --- | ----------- | -------------- | ------------------ |
| 1.   | 10 lipca | Karpacz           | Jelenia Góra        | 179,5 km |     | górski      | Moreno Moser   | Moreno Moser       |
| 2.   | 11 lipca | Wałbrzych         | Opole               | 239,4 km |     | płaski      | Ben Swift      | Moreno Moser       |
| 3.   | 12 lipca | Kędzierzyn-Koźle  | Cieszyn             | 201,7 km |     | pagórkowaty | Zdeněk Štybar  | Moreno Moser       |
| 4.   | 13 lipca | Będzin            | Katowice            | 127,8 km |     | płaski      | Aidis Kruopis  | Michał Kwiatkowski |
| 5.   | 14 lipca | Rabka-Zdrój       | Zakopane            | 163,1 km |     | górski      | Ben Swift      | Michał Kwiatkowski |
| 6.   | 15 lipca | Terma Bukowina T. | Bukowina Tatrzańska | 191,8 km |     | górski      | Moreno Moser   | Moreno Moser       |
| 7.   | 16 lipca | Kraków            | Kraków              | 131,4 km |     | płaski      | John Degenkolb | Moreno Moser       |

### Etap 1.: Karpacz > Jelenia Góra, 179,5 km
| # | Zawodnik           | Zespół | Czas       |
| - | ------------------ | ------ | ---------- |
| 1 | Moreno Moser       | LIQ    | 4h 32' 53" |
| 2 | Michał Kwiatkowski | OPQ    | + 0"       |
| 3 | Lars Boom          | RAB    | + 0"       |

| # | Zawodnik           | Zespół | Czas       |
| - | ------------------ | ------ | ---------- |
| 1 | Moreno Moser       | LIQ    | 4h 32' 43" |
| 2 | Michał Kwiatkowski | OPQ    | + 4"       |
| 3 | Lars Boom          | RAB    | + 6"       |

| Wyniki Polaków | Polacy w klasyfikacji generalnej po 1. etapie |

| #   | Zawodnik            | Zespół | Czas      |
| --- | ------------------- | ------ | --------- |
| 2   | Michał Kwiatkowski  | OPQ    | + 0"      |
| 9   | Michał Gołaś        | OPQ    | + 0"      |
| 22  | Marek Rutkiewicz    | POL    | + 0"      |
| 30  | Rafał Majka         | STB    | + 0"      |
| 45  | Jarosław Marycz     | STB    | + 1' 13"  |
| 52  | Łukasz Bodnar       | POL    | + 1' 13"  |
| 68  | Maciej Bodnar       | LIQ    | + 1' 13"  |
| 70  | Przemysław Niemiec  | LAM    | + 1' 13"  |
| 73  | Bartosz Huzarski    | POL    | + 1' 13"  |
| 78  | Paweł Cieślik       | POL    | + 1' 13"  |
| 94  | Tomasz Marczyński   | VCD    | + 3' 51"  |
| 95  | Karol Domagalski    | CJR    | + 3' 51"  |
| 101 | Damian Walczak      | POL    | + 3' 51"  |
| 128 | Mateusz Taciak      | POL    | + 12' 20" |
| 129 | Bartłomiej Matysiak | POL    | + 12' 20" |
| 147 | Tomasz Kiendyś      | POL    | + 13' 54" |
| 148 | Adrian Kurek        | UNA    | + 13' 54" |

| #   | Zawodnik            | Zespół | Czas      |
| --- | ------------------- | ------ | --------- |
| 2   | Michał Kwiatkowski  | OPQ    | + 4"      |
| 9   | Michał Gołaś        | OPQ    | + 10"     |
| 22  | Marek Rutkiewicz    | POL    | + 10"     |
| 30  | Rafał Majka         | STB    | + 10"     |
| 37  | Jarosław Marycz     | STB    | + 1' 21"  |
| 52  | Łukasz Bodnar       | POL    | + 1' 23"  |
| 68  | Maciej Bodnar       | LIQ    | + 1' 23"  |
| 70  | Przemysław Niemiec  | LAM    | + 1' 23"  |
| 73  | Bartosz Huzarski    | POL    | + 1' 23"  |
| 78  | Paweł Cieślik       | POL    | + 1' 23"  |
| 94  | Tomasz Marczyński   | VCD    | + 4' 01"  |
| 95  | Karol Domagalski    | CJR    | + 4' 01"  |
| 101 | Damian Walczak      | POL    | + 4' 01"  |
| 126 | Bartłomiej Matysiak | POL    | + 12' 29" |
| 129 | Mateusz Taciak      | POL    | + 12' 30" |
| 147 | Tomasz Kiendyś      | POL    | + 14' 04" |
| 148 | Adrian Kurek        | UNA    | + 14' 04" |

| #   | Zawodnik            | Zespół | Czas      |
| --- | ------------------- | ------ | --------- |
| 2   | Michał Kwiatkowski  | OPQ    | + 0"      |
| 9   | Michał Gołaś        | OPQ    | + 0"      |
| 22  | Marek Rutkiewicz    | POL    | + 0"      |
| 30  | Rafał Majka         | STB    | + 0"      |
| 45  | Jarosław Marycz     | STB    | + 1' 13"  |
| 52  | Łukasz Bodnar       | POL    | + 1' 13"  |
| 68  | Maciej Bodnar       | LIQ    | + 1' 13"  |
| 70  | Przemysław Niemiec  | LAM    | + 1' 13"  |
| 73  | Bartosz Huzarski    | POL    | + 1' 13"  |
| 78  | Paweł Cieślik       | POL    | + 1' 13"  |
| 94  | Tomasz Marczyński   | VCD    | + 3' 51"  |
| 95  | Karol Domagalski    | CJR    | + 3' 51"  |
| 101 | Damian Walczak      | POL    | + 3' 51"  |
| 128 | Mateusz Taciak      | POL    | + 12' 20" |
| 129 | Bartłomiej Matysiak | POL    | + 12' 20" |
| 147 | Tomasz Kiendyś      | POL    | + 13' 54" |
| 148 | Adrian Kurek        | UNA    | + 13' 54" |

| #   | Zawodnik            | Zespół | Czas      |
| --- | ------------------- | ------ | --------- |
| 2   | Michał Kwiatkowski  | OPQ    | + 4"      |
| 9   | Michał Gołaś        | OPQ    | + 10"     |
| 22  | Marek Rutkiewicz    | POL    | + 10"     |
| 30  | Rafał Majka         | STB    | + 10"     |
| 37  | Jarosław Marycz     | STB    | + 1' 21"  |
| 52  | Łukasz Bodnar       | POL    | + 1' 23"  |
| 68  | Maciej Bodnar       | LIQ    | + 1' 23"  |
| 70  | Przemysław Niemiec  | LAM    | + 1' 23"  |
| 73  | Bartosz Huzarski    | POL    | + 1' 23"  |
| 78  | Paweł Cieślik       | POL    | + 1' 23"  |
| 94  | Tomasz Marczyński   | VCD    | + 4' 01"  |
| 95  | Karol Domagalski    | CJR    | + 4' 01"  |
| 101 | Damian Walczak      | POL    | + 4' 01"  |
| 126 | Bartłomiej Matysiak | POL    | + 12' 29" |
| 129 | Mateusz Taciak      | POL    | + 12' 30" |
| 147 | Tomasz Kiendyś      | POL    | + 14' 04" |
| 148 | Adrian Kurek        | UNA    | + 14' 04" |

### Etap 2.: Wałbrzych > Opole, 239,4 km
| # | Zawodnik     | Zespół | Czas       |
| - | ------------ | ------ | ---------- |
| 1 | Ben Swift    | SKY    | 5h 49' 57" |
| 2 | Elia Viviani | LIQ    | + 0"       |
| 3 | Tom Boonen   | OPQ    | + 0"       |

| # | Zawodnik           | Zespół | Czas        |
| - | ------------------ | ------ | ----------- |
| 1 | Moreno Moser       | LIQ    | 10h 22' 40" |
| 2 | Michał Kwiatkowski | OPQ    | + 4"        |
| 3 | Lars Boom          | RAB    | + 6"        |

| Wyniki Polaków | Polacy w klasyfikacji generalnej po 2. etapie |

| #   | Zawodnik            | Zespół | Czas     |
| --- | ------------------- | ------ | -------- |
| 28  | Michał Kwiatkowski  | OPQ    | + 0"     |
| 29  | Michał Gołaś        | OPQ    | + 0"     |
| 51  | Karol Domagalski    | CJR    | + 0"     |
| 54  | Rafał Majka         | STB    | + 0"     |
| 65  | Bartłomiej Matysiak | POL    | + 0"     |
| 100 | Maciej Bodnar       | LIQ    | + 17"    |
| 122 | Marek Rutkiewicz    | POL    | + 1' 09" |
| 128 | Tomasz Marczyński   | VCD    | + 1' 09" |
| 149 | Tomasz Kiendyś      | POL    | + 1' 09" |
| 154 | Przemysław Niemiec  | LAM    | + 1' 09" |
| 161 | Łukasz Bodnar       | POL    | + 1' 09" |
| 163 | Paweł Cieślik       | POL    | + 1' 09" |
| 165 | Mateusz Taciak      | POL    | + 1' 09" |
| 169 | Bartosz Huzarski    | POL    | + 1' 09" |
| 180 | Jarosław Marycz     | STB    | + 5' 30" |
| 189 | Adrian Kurek        | UNA    | + 7' 21" |
| 190 | Damian Walczak      | POL    | + 7' 21" |

| #   | Zawodnik            | Zespół | Czas      |
| --- | ------------------- | ------ | --------- |
| 2   | Michał Kwiatkowski  | OPQ    | + 4"      |
| 8   | Michał Gołaś        | OPQ    | + 10"     |
| 21  | Rafał Majka         | STB    | + 10"     |
| 33  | Marek Rutkiewicz    | POL    | + 1' 19"  |
| 65  | Maciej Bodnar       | LIQ    | + 1' 40"  |
| 69  | Łukasz Bodnar       | POL    | + 2' 23"  |
| 75  | Przemysław Niemiec  | LAM    | + 2' 32"  |
| 76  | Paweł Cieślik       | POL    | + 2' 32"  |
| 77  | Bartosz Huzarski    | POL    | + 2' 32"  |
| 82  | Karol Domagalski    | CJR    | + 4' 01"  |
| 91  | Tomasz Marczyński   | VCD    | + 5' 10"  |
| 101 | Jarosław Marycz     | STB    | + 6' 51"  |
| 121 | Damian Walczak      | POL    | + 11' 21" |
| 123 | Bartłomiej Matysiak | POL    | + 12' 29" |
| 133 | Mateusz Taciak      | POL    | + 13' 39" |
| 162 | Tomasz Kiendyś      | POL    | + 15' 13" |
| 182 | Adrian Kurek        | UNA    | + 21' 20" |

| #   | Zawodnik            | Zespół | Czas     |
| --- | ------------------- | ------ | -------- |
| 28  | Michał Kwiatkowski  | OPQ    | + 0"     |
| 29  | Michał Gołaś        | OPQ    | + 0"     |
| 51  | Karol Domagalski    | CJR    | + 0"     |
| 54  | Rafał Majka         | STB    | + 0"     |
| 65  | Bartłomiej Matysiak | POL    | + 0"     |
| 100 | Maciej Bodnar       | LIQ    | + 17"    |
| 122 | Marek Rutkiewicz    | POL    | + 1' 09" |
| 128 | Tomasz Marczyński   | VCD    | + 1' 09" |
| 149 | Tomasz Kiendyś      | POL    | + 1' 09" |
| 154 | Przemysław Niemiec  | LAM    | + 1' 09" |
| 161 | Łukasz Bodnar       | POL    | + 1' 09" |
| 163 | Paweł Cieślik       | POL    | + 1' 09" |
| 165 | Mateusz Taciak      | POL    | + 1' 09" |
| 169 | Bartosz Huzarski    | POL    | + 1' 09" |
| 180 | Jarosław Marycz     | STB    | + 5' 30" |
| 189 | Adrian Kurek        | UNA    | + 7' 21" |
| 190 | Damian Walczak      | POL    | + 7' 21" |

| #   | Zawodnik            | Zespół | Czas      |
| --- | ------------------- | ------ | --------- |
| 2   | Michał Kwiatkowski  | OPQ    | + 4"      |
| 8   | Michał Gołaś        | OPQ    | + 10"     |
| 21  | Rafał Majka         | STB    | + 10"     |
| 33  | Marek Rutkiewicz    | POL    | + 1' 19"  |
| 65  | Maciej Bodnar       | LIQ    | + 1' 40"  |
| 69  | Łukasz Bodnar       | POL    | + 2' 23"  |
| 75  | Przemysław Niemiec  | LAM    | + 2' 32"  |
| 76  | Paweł Cieślik       | POL    | + 2' 32"  |
| 77  | Bartosz Huzarski    | POL    | + 2' 32"  |
| 82  | Karol Domagalski    | CJR    | + 4' 01"  |
| 91  | Tomasz Marczyński   | VCD    | + 5' 10"  |
| 101 | Jarosław Marycz     | STB    | + 6' 51"  |
| 121 | Damian Walczak      | POL    | + 11' 21" |
| 123 | Bartłomiej Matysiak | POL    | + 12' 29" |
| 133 | Mateusz Taciak      | POL    | + 13' 39" |
| 162 | Tomasz Kiendyś      | POL    | + 15' 13" |
| 182 | Adrian Kurek        | UNA    | + 21' 20" |

### Etap 3.: Kędzierzyn-Koźle > Cieszyn, 201,7 km
| # | Zawodnik          | Zespół | Czas       |
| - | ----------------- | ------ | ---------- |
| 1 | Zdeněk Štybar     | OPQ    | 5h 01' 51" |
| 2 | Francesco Gavazzi | AST    | + 0"       |
| 3 | Sacha Modolo      | COG    | + 0"       |

| # | Zawodnik           | Zespół | Czas        |
| - | ------------------ | ------ | ----------- |
| 1 | Moreno Moser       | LIQ    | 15h 24' 31" |
| 2 | Michał Kwiatkowski | OPQ    | + 1"        |
| 3 | Lars Boom          | RAB    | + 6"        |

| Wyniki Polaków | Polacy w klasyfikacji generalnej po 3. etapie |

| #   | Zawodnik            | Zespół | Czas      |
| --- | ------------------- | ------ | --------- |
| 4   | Michał Kwiatkowski  | OPQ    | + 0"      |
| 7   | Marek Rutkiewicz    | POL    | + 0"      |
| 14  | Jarosław Marycz     | STB    | + 0"      |
| 19  | Michał Gołaś        | OPQ    | + 0"      |
| 31  | Przemysław Niemiec  | LAM    | + 0"      |
| 42  | Rafał Majka         | STB    | + 0"      |
| 56  | Bartosz Huzarski    | POL    | + 26"     |
| 76  | Tomasz Marczyński   | VCD    | + 1' 21"  |
| 118 | Karol Domagalski    | CJR    | + 8' 55"  |
| 126 | Łukasz Bodnar       | POL    | + 8' 55"  |
| 141 | Bartłomiej Matysiak | POL    | + 10' 46" |
| 142 | Maciej Bodnar       | LIQ    | + 10' 46" |
| 143 | Paweł Cieślik       | POL    | + 10' 46" |
| 150 | Damian Walczak      | POL    | + 10' 46" |
| 152 | Adrian Kurek        | UNA    | + 10' 46" |
| 172 | Mateusz Taciak      | POL    | + 17' 02" |
| 174 | Tomasz Kiendyś      | POL    | + 20' 47" |

| #   | Zawodnik            | Zespół | Czas      |
| --- | ------------------- | ------ | --------- |
| 2   | Michał Kwiatkowski  | OPQ    | + 1"      |
| 8   | Michał Gołaś        | OPQ    | + 10"     |
| 23  | Rafał Majka         | STB    | + 10"     |
| 32  | Marek Rutkiewicz    | POL    | + 1' 19"  |
| 59  | Przemysław Niemiec  | LAM    | + 2' 32"  |
| 61  | Bartosz Huzarski    | POL    | + 2' 58"  |
| 74  | Tomasz Marczyński   | VCD    | + 6' 31"  |
| 76  | Jarosław Marycz     | STB    | + 6' 51"  |
| 89  | Łukasz Bodnar       | POL    | + 11' 18" |
| 96  | Maciej Bodnar       | LIQ    | + 12' 26" |
| 98  | Karol Domagalski    | CJR    | + 12' 56" |
| 100 | Paweł Cieślik       | POL    | + 13' 18" |
| 135 | Damian Walczak      | POL    | + 22' 07" |
| 138 | Bartłomiej Matysiak | POL    | + 23' 15" |
| 166 | Mateusz Taciak      | POL    | + 30' 40" |
| 169 | Adrian Kurek        | UNA    | + 32' 06" |
| 182 | Tomasz Kiendyś      | POL    | + 36' 00" |

| #   | Zawodnik            | Zespół | Czas      |
| --- | ------------------- | ------ | --------- |
| 4   | Michał Kwiatkowski  | OPQ    | + 0"      |
| 7   | Marek Rutkiewicz    | POL    | + 0"      |
| 14  | Jarosław Marycz     | STB    | + 0"      |
| 19  | Michał Gołaś        | OPQ    | + 0"      |
| 31  | Przemysław Niemiec  | LAM    | + 0"      |
| 42  | Rafał Majka         | STB    | + 0"      |
| 56  | Bartosz Huzarski    | POL    | + 26"     |
| 76  | Tomasz Marczyński   | VCD    | + 1' 21"  |
| 118 | Karol Domagalski    | CJR    | + 8' 55"  |
| 126 | Łukasz Bodnar       | POL    | + 8' 55"  |
| 141 | Bartłomiej Matysiak | POL    | + 10' 46" |
| 142 | Maciej Bodnar       | LIQ    | + 10' 46" |
| 143 | Paweł Cieślik       | POL    | + 10' 46" |
| 150 | Damian Walczak      | POL    | + 10' 46" |
| 152 | Adrian Kurek        | UNA    | + 10' 46" |
| 172 | Mateusz Taciak      | POL    | + 17' 02" |
| 174 | Tomasz Kiendyś      | POL    | + 20' 47" |

| #   | Zawodnik            | Zespół | Czas      |
| --- | ------------------- | ------ | --------- |
| 2   | Michał Kwiatkowski  | OPQ    | + 1"      |
| 8   | Michał Gołaś        | OPQ    | + 10"     |
| 23  | Rafał Majka         | STB    | + 10"     |
| 32  | Marek Rutkiewicz    | POL    | + 1' 19"  |
| 59  | Przemysław Niemiec  | LAM    | + 2' 32"  |
| 61  | Bartosz Huzarski    | POL    | + 2' 58"  |
| 74  | Tomasz Marczyński   | VCD    | + 6' 31"  |
| 76  | Jarosław Marycz     | STB    | + 6' 51"  |
| 89  | Łukasz Bodnar       | POL    | + 11' 18" |
| 96  | Maciej Bodnar       | LIQ    | + 12' 26" |
| 98  | Karol Domagalski    | CJR    | + 12' 56" |
| 100 | Paweł Cieślik       | POL    | + 13' 18" |
| 135 | Damian Walczak      | POL    | + 22' 07" |
| 138 | Bartłomiej Matysiak | POL    | + 23' 15" |
| 166 | Mateusz Taciak      | POL    | + 30' 40" |
| 169 | Adrian Kurek        | UNA    | + 32' 06" |
| 182 | Tomasz Kiendyś      | POL    | + 36' 00" |

### Etap 4.: Będzin > Katowice, 127,8 km
| # | Zawodnik      | Zespół | Czas       |
| - | ------------- | ------ | ---------- |
| 1 | Aidis Kruopis | GEC    | 2h 43' 04" |
| 2 | Ben Swift     | SKY    | + 0"       |
| 3 | Theo Bos      | RAB    | + 0"       |

| # | Zawodnik           | Zespół | Czas        |
| - | ------------------ | ------ | ----------- |
| 1 | Michał Kwiatkowski | OPQ    | 18h 07' 33" |
| 2 | Moreno Moser       | LIQ    | + 2"        |
| 3 | Fabian Wegmann     | GRS    | + 8"        |

| Wyniki Polaków | Polacy w klasyfikacji generalnej po 4. etapie |

| #   | Zawodnik            | Zespół | Czas     |
| --- | ------------------- | ------ | -------- |
| 28  | Michał Kwiatkowski  | OPQ    | + 0"     |
| 44  | Maciej Bodnar       | LIQ    | + 0"     |
| 76  | Michał Gołaś        | OPQ    | + 0"     |
| 80  | Bartłomiej Matysiak | POL    | + 0"     |
| 87  | Tomasz Marczyński   | VCD    | + 0"     |
| 97  | Tomasz Kiendyś      | POL    | + 0"     |
| 98  | Rafał Majka         | STB    | + 0"     |
| 107 | Marek Rutkiewicz    | POL    | + 0"     |
| 108 | Przemysław Niemiec  | LAM    | + 0"     |
| 114 | Karol Domagalski    | CJR    | + 0"     |
| 144 | Łukasz Bodnar       | POL    | + 0"     |
| 155 | Paweł Cieślik       | POL    | + 0"     |
| 156 | Bartosz Huzarski    | POL    | + 0"     |
| 166 | Mateusz Taciak      | POL    | + 25"    |
| 167 | Damian Walczak      | POL    | + 25"    |
| 173 | Jarosław Marycz     | STB    | + 25"    |
| 184 | Adrian Kurek        | UNA    | + 3' 25" |

| #   | Zawodnik            | Zespół | Czas        |
| --- | ------------------- | ------ | ----------- |
| 1   | Michał Kwiatkowski  | OPQ    | 18h 07' 33" |
| 10  | Michał Gołaś        | OPQ    | + 12"       |
| 23  | Rafał Majka         | STB    | + 12"       |
| 32  | Marek Rutkiewicz    | POL    | + 1' 21"    |
| 56  | Przemysław Niemiec  | LAM    | + 2' 34"    |
| 59  | Bartosz Huzarski    | POL    | + 3' 00"    |
| 69  | Tomasz Marczyński   | VCD    | + 6' 33"    |
| 72  | Jarosław Marycz     | STB    | + 7' 18"    |
| 87  | Łukasz Bodnar       | POL    | + 11' 20"   |
| 94  | Maciej Bodnar       | LIQ    | + 12' 28"   |
| 98  | Karol Domagalski    | CJR    | + 12' 58"   |
| 100 | Paweł Cieślik       | POL    | + 13' 20"   |
| 131 | Damian Walczak      | POL    | + 22' 34"   |
| 135 | Bartłomiej Matysiak | POL    | + 23' 17"   |
| 167 | Mateusz Taciak      | POL    | + 31' 07"   |
| 179 | Adrian Kurek        | UNA    | + 35' 27"   |
| 182 | Tomasz Kiendyś      | POL    | + 36' 02"   |

| #   | Zawodnik            | Zespół | Czas     |
| --- | ------------------- | ------ | -------- |
| 28  | Michał Kwiatkowski  | OPQ    | + 0"     |
| 44  | Maciej Bodnar       | LIQ    | + 0"     |
| 76  | Michał Gołaś        | OPQ    | + 0"     |
| 80  | Bartłomiej Matysiak | POL    | + 0"     |
| 87  | Tomasz Marczyński   | VCD    | + 0"     |
| 97  | Tomasz Kiendyś      | POL    | + 0"     |
| 98  | Rafał Majka         | STB    | + 0"     |
| 107 | Marek Rutkiewicz    | POL    | + 0"     |
| 108 | Przemysław Niemiec  | LAM    | + 0"     |
| 114 | Karol Domagalski    | CJR    | + 0"     |
| 144 | Łukasz Bodnar       | POL    | + 0"     |
| 155 | Paweł Cieślik       | POL    | + 0"     |
| 156 | Bartosz Huzarski    | POL    | + 0"     |
| 166 | Mateusz Taciak      | POL    | + 25"    |
| 167 | Damian Walczak      | POL    | + 25"    |
| 173 | Jarosław Marycz     | STB    | + 25"    |
| 184 | Adrian Kurek        | UNA    | + 3' 25" |

| #   | Zawodnik            | Zespół | Czas        |
| --- | ------------------- | ------ | ----------- |
| 1   | Michał Kwiatkowski  | OPQ    | 18h 07' 33" |
| 10  | Michał Gołaś        | OPQ    | + 12"       |
| 23  | Rafał Majka         | STB    | + 12"       |
| 32  | Marek Rutkiewicz    | POL    | + 1' 21"    |
| 56  | Przemysław Niemiec  | LAM    | + 2' 34"    |
| 59  | Bartosz Huzarski    | POL    | + 3' 00"    |
| 69  | Tomasz Marczyński   | VCD    | + 6' 33"    |
| 72  | Jarosław Marycz     | STB    | + 7' 18"    |
| 87  | Łukasz Bodnar       | POL    | + 11' 20"   |
| 94  | Maciej Bodnar       | LIQ    | + 12' 28"   |
| 98  | Karol Domagalski    | CJR    | + 12' 58"   |
| 100 | Paweł Cieślik       | POL    | + 13' 20"   |
| 131 | Damian Walczak      | POL    | + 22' 34"   |
| 135 | Bartłomiej Matysiak | POL    | + 23' 17"   |
| 167 | Mateusz Taciak      | POL    | + 31' 07"   |
| 179 | Adrian Kurek        | UNA    | + 35' 27"   |
| 182 | Tomasz Kiendyś      | POL    | + 36' 02"   |

### Etap 5.: Rabka-Zdrój > Zakopane, 163,1 km
| # | Zawodnik     | Zespół | Czas       |
| - | ------------ | ------ | ---------- |
| 1 | Ben Swift    | SKY    | 4h 01' 22" |
| 2 | Elia Viviani | LIQ    | + 0"       |
| 3 | Pim Ligthart | VCD    | + 0"       |

| # | Zawodnik           | Zespół | Czas        |
| - | ------------------ | ------ | ----------- |
| 1 | Michał Kwiatkowski | OPQ    | 22h 08' 54" |
| 2 | Moreno Moser       | LIQ    | + 1"        |
| 3 | Lars Boom          | RAB    | + 9"        |

| Wyniki Polaków | Polacy w klasyfikacji generalnej po 5. etapie |

| #   | Zawodnik            | Zespół | Czas     |
| --- | ------------------- | ------ | -------- |
| 6   | Michał Kwiatkowski  | OPQ    | + 0"     |
| 14  | Michał Gołaś        | OPQ    | + 0"     |
| 23  | Marek Rutkiewicz    | POL    | + 0"     |
| 34  | Przemysław Niemiec  | LAM    | + 0"     |
| 48  | Rafał Majka         | STB    | + 0"     |
| 54  | Bartosz Huzarski    | POL    | + 0"     |
| 55  | Paweł Cieślik       | POL    | + 0"     |
| 70  | Karol Domagalski    | CJR    | + 18"    |
| 75  | Bartłomiej Matysiak | POL    | + 18"    |
| 107 | Tomasz Marczyński   | VCD    | + 18"    |
| 108 | Damian Walczak      | POL    | + 18"    |
| 121 | Jarosław Marycz     | STB    | + 1' 49" |
| 123 | Tomasz Kiendyś      | POL    | + 1' 52" |
| 128 | Maciej Bodnar       | LIQ    | + 2' 46" |
| 132 | Łukasz Bodnar       | POL    | + 2' 46" |
| 153 | Mateusz Taciak      | POL    | + 5' 50" |
| 163 | Adrian Kurek        | UNA    | + 9' 11" |

| #   | Zawodnik            | Zespół | Czas        |
| --- | ------------------- | ------ | ----------- |
| 1   | Michał Kwiatkowski  | OPQ    | 22h 08' 54" |
| 9   | Michał Gołaś        | OPQ    | + 13"       |
| 24  | Rafał Majka         | STB    | + 13"       |
| 30  | Marek Rutkiewicz    | POL    | + 1' 22"    |
| 51  | Przemysław Niemiec  | LAM    | + 2' 35"    |
| 53  | Bartosz Huzarski    | POL    | + 3' 01"    |
| 64  | Tomasz Marczyński   | VCD    | + 6' 52"    |
| 71  | Jarosław Marycz     | STB    | + 9' 08"    |
| 91  | Karol Domagalski    | CJR    | + 13' 17"   |
| 93  | Paweł Cieślik       | POL    | + 13' 21"   |
| 95  | Łukasz Bodnar       | POL    | + 14' 07"   |
| 99  | Maciej Bodnar       | LIQ    | + 15' 15"   |
| 124 | Damian Walczak      | POL    | + 22' 53"   |
| 128 | Bartłomiej Matysiak | POL    | + 23' 36"   |
| 160 | Mateusz Taciak      | POL    | + 36' 58"   |
| 162 | Tomasz Kiendyś      | POL    | + 37' 55"   |
| 173 | Adrian Kurek        | UNA    | + 44' 39"   |

| #   | Zawodnik            | Zespół | Czas     |
| --- | ------------------- | ------ | -------- |
| 6   | Michał Kwiatkowski  | OPQ    | + 0"     |
| 14  | Michał Gołaś        | OPQ    | + 0"     |
| 23  | Marek Rutkiewicz    | POL    | + 0"     |
| 34  | Przemysław Niemiec  | LAM    | + 0"     |
| 48  | Rafał Majka         | STB    | + 0"     |
| 54  | Bartosz Huzarski    | POL    | + 0"     |
| 55  | Paweł Cieślik       | POL    | + 0"     |
| 70  | Karol Domagalski    | CJR    | + 18"    |
| 75  | Bartłomiej Matysiak | POL    | + 18"    |
| 107 | Tomasz Marczyński   | VCD    | + 18"    |
| 108 | Damian Walczak      | POL    | + 18"    |
| 121 | Jarosław Marycz     | STB    | + 1' 49" |
| 123 | Tomasz Kiendyś      | POL    | + 1' 52" |
| 128 | Maciej Bodnar       | LIQ    | + 2' 46" |
| 132 | Łukasz Bodnar       | POL    | + 2' 46" |
| 153 | Mateusz Taciak      | POL    | + 5' 50" |
| 163 | Adrian Kurek        | UNA    | + 9' 11" |

| #   | Zawodnik            | Zespół | Czas        |
| --- | ------------------- | ------ | ----------- |
| 1   | Michał Kwiatkowski  | OPQ    | 22h 08' 54" |
| 9   | Michał Gołaś        | OPQ    | + 13"       |
| 24  | Rafał Majka         | STB    | + 13"       |
| 30  | Marek Rutkiewicz    | POL    | + 1' 22"    |
| 51  | Przemysław Niemiec  | LAM    | + 2' 35"    |
| 53  | Bartosz Huzarski    | POL    | + 3' 01"    |
| 64  | Tomasz Marczyński   | VCD    | + 6' 52"    |
| 71  | Jarosław Marycz     | STB    | + 9' 08"    |
| 91  | Karol Domagalski    | CJR    | + 13' 17"   |
| 93  | Paweł Cieślik       | POL    | + 13' 21"   |
| 95  | Łukasz Bodnar       | POL    | + 14' 07"   |
| 99  | Maciej Bodnar       | LIQ    | + 15' 15"   |
| 124 | Damian Walczak      | POL    | + 22' 53"   |
| 128 | Bartłomiej Matysiak | POL    | + 23' 36"   |
| 160 | Mateusz Taciak      | POL    | + 36' 58"   |
| 162 | Tomasz Kiendyś      | POL    | + 37' 55"   |
| 173 | Adrian Kurek        | UNA    | + 44' 39"   |

### Etap 6.: Terma Bukowina Tatrzańska > Bukowina Tatrzańska, 191,8 km
| # | Zawodnik           | Zespół | Czas       |
| - | ------------------ | ------ | ---------- |
| 1 | Moreno Moser       | LIQ    | 5h 16' 32" |
| 2 | Sergio Henao       | SKY    | + 0"       |
| 3 | Michał Kwiatkowski | OPQ    | + 0"       |

| # | Zawodnik           | Zespół | Czas        |
| - | ------------------ | ------ | ----------- |
| 1 | Moreno Moser       | LIQ    | 27h 25' 17" |
| 2 | Michał Kwiatkowski | OPQ    | + 5"        |
| 3 | Sergio Henao       | SKY    | + 16"       |

| Wyniki Polaków | Polacy w klasyfikacji generalnej po 6. etapie |

| #   | Zawodnik            | Zespół | Czas      |
| --- | ------------------- | ------ | --------- |
| 3   | Michał Kwiatkowski  | OPQ    | + 0"      |
| 5   | Przemysław Niemiec  | LAM    | + 3"      |
| 22  | Marek Rutkiewicz    | POL    | + 43"     |
| 48  | Michał Gołaś        | OPQ    | + 1' 47"  |
| 53  | Bartosz Huzarski    | POL    | + 3' 53"  |
| 72  | Tomasz Marczyński   | VCD    | + 9' 41"  |
| 74  | Rafał Majka         | STB    | + 10' 44" |
| 99  | Karol Domagalski    | CJR    | + 15' 23" |
| 116 | Damian Walczak      | POL    | + 19' 04" |
| 118 | Jarosław Marycz     | STB    | + 26' 26" |
| 119 | Maciej Bodnar       | LIQ    | + 26' 26" |
| 127 | Paweł Cieślik       | POL    | + 26' 26" |
| 136 | Bartłomiej Matysiak | POL    | + 26' 26" |
| 143 | Tomasz Kiendyś      | POL    | + 27' 52" |
| 144 | Mateusz Taciak      | POL    | + 27' 52" |
| 145 | Adrian Kurek        | UNA    | + 27' 52" |
| 152 | Łukasz Bodnar       | POL    | + 27' 52" |

| #   | Zawodnik            | Zespół | Czas         |
| --- | ------------------- | ------ | ------------ |
| 2   | Michał Kwiatkowski  | OPQ    | + 5"         |
| 23  | Michał Gołaś        | OPQ    | + 2' 09"     |
| 25  | Marek Rutkiewicz    | POL    | + 2' 14"     |
| 28  | Przemysław Niemiec  | LAM    | + 2' 47"     |
| 43  | Bartosz Huzarski    | POL    | + 7' 00"     |
| 52  | Rafał Majka         | STB    | + 11' 06"    |
| 64  | Tomasz Marczyński   | VCD    | + 16' 41"    |
| 90  | Karol Domagalski    | CJR    | + 28' 49"    |
| 105 | Jarosław Marycz     | STB    | + 35' 43"    |
| 115 | Paweł Cieślik       | POL    | + 39' 56"    |
| 120 | Maciej Bodnar       | LIQ    | + 41' 50"    |
| 121 | Damian Walczak      | POL    | + 42' 06"    |
| 122 | Łukasz Bodnar       | POL    | + 42' 08"    |
| 130 | Bartłomiej Matysiak | POL    | + 50' 11"    |
| 153 | Mateusz Taciak      | POL    | + 1h 04' 59" |
| 156 | Tomasz Kiendyś      | POL    | + 1h 05' 56" |
| 162 | Adrian Kurek        | UNA    | + 1h 12' 40" |

| #   | Zawodnik            | Zespół | Czas      |
| --- | ------------------- | ------ | --------- |
| 3   | Michał Kwiatkowski  | OPQ    | + 0"      |
| 5   | Przemysław Niemiec  | LAM    | + 3"      |
| 22  | Marek Rutkiewicz    | POL    | + 43"     |
| 48  | Michał Gołaś        | OPQ    | + 1' 47"  |
| 53  | Bartosz Huzarski    | POL    | + 3' 53"  |
| 72  | Tomasz Marczyński   | VCD    | + 9' 41"  |
| 74  | Rafał Majka         | STB    | + 10' 44" |
| 99  | Karol Domagalski    | CJR    | + 15' 23" |
| 116 | Damian Walczak      | POL    | + 19' 04" |
| 118 | Jarosław Marycz     | STB    | + 26' 26" |
| 119 | Maciej Bodnar       | LIQ    | + 26' 26" |
| 127 | Paweł Cieślik       | POL    | + 26' 26" |
| 136 | Bartłomiej Matysiak | POL    | + 26' 26" |
| 143 | Tomasz Kiendyś      | POL    | + 27' 52" |
| 144 | Mateusz Taciak      | POL    | + 27' 52" |
| 145 | Adrian Kurek        | UNA    | + 27' 52" |
| 152 | Łukasz Bodnar       | POL    | + 27' 52" |

| #   | Zawodnik            | Zespół | Czas         |
| --- | ------------------- | ------ | ------------ |
| 2   | Michał Kwiatkowski  | OPQ    | + 5"         |
| 23  | Michał Gołaś        | OPQ    | + 2' 09"     |
| 25  | Marek Rutkiewicz    | POL    | + 2' 14"     |
| 28  | Przemysław Niemiec  | LAM    | + 2' 47"     |
| 43  | Bartosz Huzarski    | POL    | + 7' 00"     |
| 52  | Rafał Majka         | STB    | + 11' 06"    |
| 64  | Tomasz Marczyński   | VCD    | + 16' 41"    |
| 90  | Karol Domagalski    | CJR    | + 28' 49"    |
| 105 | Jarosław Marycz     | STB    | + 35' 43"    |
| 115 | Paweł Cieślik       | POL    | + 39' 56"    |
| 120 | Maciej Bodnar       | LIQ    | + 41' 50"    |
| 121 | Damian Walczak      | POL    | + 42' 06"    |
| 122 | Łukasz Bodnar       | POL    | + 42' 08"    |
| 130 | Bartłomiej Matysiak | POL    | + 50' 11"    |
| 153 | Mateusz Taciak      | POL    | + 1h 04' 59" |
| 156 | Tomasz Kiendyś      | POL    | + 1h 05' 56" |
| 162 | Adrian Kurek        | UNA    | + 1h 12' 40" |

### Etap 7.: Kraków > Kraków, 131,4 km
| # | Zawodnik       | Zespół | Czas       |
| - | -------------- | ------ | ---------- |
| 1 | John Degenkolb | ARG    | 2h 50' 32" |
| 2 | Mathew Hayman  | SKY    | + 0"       |
| 3 | Ben Swift      | SKY    | + 0"       |

| # | Zawodnik           | Zespół | Czas        |
| - | ------------------ | ------ | ----------- |
| 1 | Moreno Moser       | LIQ    | 30h 15' 49" |
| 2 | Michał Kwiatkowski | OPQ    | + 5"        |
| 3 | Sergio Henao       | SKY    | + 16"       |

| Wyniki Polaków | Polacy w klasyfikacji generalnej po 7. etapie |

| #   | Zawodnik            | Zespół | Czas     |
| --- | ------------------- | ------ | -------- |
| 28  | Michał Kwiatkowski  | OPQ    | + 0"     |
| 47  | Bartłomiej Matysiak | POL    | + 0"     |
| 54  | Michał Gołaś        | OPQ    | + 0"     |
| 58  | Maciej Bodnar       | LIQ    | + 8"     |
| 61  | Przemysław Niemiec  | LAM    | + 10"    |
| 79  | Karol Domagalski    | CJR    | + 30"    |
| 83  | Jarosław Marycz     | STB    | + 30"    |
| 90  | Łukasz Bodnar       | POL    | + 47"    |
| 91  | Tomasz Kiendyś      | POL    | + 47"    |
| 93  | Damian Walczak      | POL    | + 47"    |
| 121 | Adrian Kurek        | UNA    | + 1' 49" |
| 137 | Bartosz Huzarski    | POL    | + 4' 04" |
| 139 | Tomasz Marczyński   | VCD    | + 4' 04" |
| —   | Marek Rutkiewicz    | POL    | DNF      |
| —   | Rafał Majka         | STB    | DNF      |
| —   | Paweł Cieślik       | POL    | DNF      |
| —   | Mateusz Taciak      | POL    | DNF      |

| #   | Zawodnik            | Zespół | Czas         |
| --- | ------------------- | ------ | ------------ |
| 2   | Michał Kwiatkowski  | OPQ    | + 5"         |
| 21  | Michał Gołaś        | OPQ    | + 2' 09"     |
| 24  | Przemysław Niemiec  | LAM    | + 2' 57"     |
| 47  | Bartosz Huzarski    | POL    | + 1' 04"     |
| 62  | Tomasz Marczyński   | VCD    | + 20' 45"    |
| 81  | Karol Domagalski    | CJR    | + 29' 19"    |
| 94  | Jarosław Marycz     | STB    | + 36' 12"    |
| 106 | Maciej Bodnar       | LIQ    | + 41' 58"    |
| 107 | Damian Walczak      | POL    | + 42' 53"    |
| 108 | Łukasz Bodnar       | POL    | + 42' 55"    |
| 117 | Bartłomiej Matysiak | POL    | + 50' 11"    |
| 139 | Tomasz Kiendyś      | POL    | + 1h 06' 43" |
| 145 | Adrian Kurek        | UNA    | + 1h 14' 29" |

| #   | Zawodnik            | Zespół | Czas     |
| --- | ------------------- | ------ | -------- |
| 28  | Michał Kwiatkowski  | OPQ    | + 0"     |
| 47  | Bartłomiej Matysiak | POL    | + 0"     |
| 54  | Michał Gołaś        | OPQ    | + 0"     |
| 58  | Maciej Bodnar       | LIQ    | + 8"     |
| 61  | Przemysław Niemiec  | LAM    | + 10"    |
| 79  | Karol Domagalski    | CJR    | + 30"    |
| 83  | Jarosław Marycz     | STB    | + 30"    |
| 90  | Łukasz Bodnar       | POL    | + 47"    |
| 91  | Tomasz Kiendyś      | POL    | + 47"    |
| 93  | Damian Walczak      | POL    | + 47"    |
| 121 | Adrian Kurek        | UNA    | + 1' 49" |
| 137 | Bartosz Huzarski    | POL    | + 4' 04" |
| 139 | Tomasz Marczyński   | VCD    | + 4' 04" |
| —   | Marek Rutkiewicz    | POL    | DNF      |
| —   | Rafał Majka         | STB    | DNF      |
| —   | Paweł Cieślik       | POL    | DNF      |
| —   | Mateusz Taciak      | POL    | DNF      |

| #   | Zawodnik            | Zespół | Czas         |
| --- | ------------------- | ------ | ------------ |
| 2   | Michał Kwiatkowski  | OPQ    | + 5"         |
| 21  | Michał Gołaś        | OPQ    | + 2' 09"     |
| 24  | Przemysław Niemiec  | LAM    | + 2' 57"     |
| 47  | Bartosz Huzarski    | POL    | + 1' 04"     |
| 62  | Tomasz Marczyński   | VCD    | + 20' 45"    |
| 81  | Karol Domagalski    | CJR    | + 29' 19"    |
| 94  | Jarosław Marycz     | STB    | + 36' 12"    |
| 106 | Maciej Bodnar       | LIQ    | + 41' 58"    |
| 107 | Damian Walczak      | POL    | + 42' 53"    |
| 108 | Łukasz Bodnar       | POL    | + 42' 55"    |
| 117 | Bartłomiej Matysiak | POL    | + 50' 11"    |
| 139 | Tomasz Kiendyś      | POL    | + 1h 06' 43" |
| 145 | Adrian Kurek        | UNA    | + 1h 14' 29" |

## Liderzy klasyfikacji po etapach
| Etap                 | Zwycięzca            | Klasyfikacja generalna · | Klasyfikacja górska · | Klasyfikacja najaktywniejszych · | Klasyfikacja punktowa · | Klasyfikacja drużynowa | Najwyżej sklasyfikowany Polak |
| -------------------- | -------------------- | ------------------------ | --------------------- | -------------------------------- | ----------------------- | ---------------------- | ----------------------------- |
| 1                    | Moreno Moser         | Moreno Moser             | Daniel Teklehaimanot  | Sylvain Georges                  | Moreno Moser            | Sky Procycling         | Michał Kwiatkowski            |
| 2                    | Ben Swift            | Moreno Moser             | Daniel Teklehaimanot  | Łukasz Bodnar                    | Fabian Wegmann          | Sky Procycling         | Michał Kwiatkowski            |
| 3                    | Zdeněk Štybar        | Moreno Moser             | Daniel Teklehaimanot  | Łukasz Bodnar                    | Moreno Moser            | Sky Procycling         | Michał Kwiatkowski            |
| 4                    | Aidis Kruopis        | Michał Kwiatkowski       | Daniel Teklehaimanot  | Adrian Kurek                     | Ben Swift               | Sky Procycling         | Michał Kwiatkowski            |
| 5                    | Ben Swift            | Michał Kwiatkowski       | Daniel Teklehaimanot  | Adrian Kurek                     | Ben Swift               | Sky Procycling         | Michał Kwiatkowski            |
| 6                    | Moreno Moser         | Moreno Moser             | Tomasz Marczyński     | Adrian Kurek                     | Michał Kwiatkowski      | Sky Procycling         | Michał Kwiatkowski            |
| 7                    | John Degenkolb       | Moreno Moser             | Tomasz Marczyński     | Adrian Kurek                     | Ben Swift               | Sky Procycling         | Michał Kwiatkowski            |
| Klasyfikacja końcowa | Klasyfikacja końcowa | Moreno Moser             | Tomasz Marczyński     | Adrian Kurek                     | Ben Swift               | Sky Procycling         | Michał Kwiatkowski            |

## Klasyfikacje końcowe
|    | Zawodnik            | Drużyna                     | Czas        |
| -- | ------------------- | --------------------------- | ----------- |
| 1  | Moreno Moser        | Liquigas-Cannondale         | 30h 15' 49" |
| 2  | Michał Kwiatkowski  | Omega Pharma-Quick Step     | + 5"        |
| 3  | Sergio Henao        | Sky Procycling              | + 16"       |
| 4  | Aleksandr Kołobniew | Team Katusha                | + 25"       |
| 5  | Linus Gerdemann     | RadioShack-Nissan           | + 28"       |
| 6  | Rinaldo Nocentini   | Ag2r-La Mondiale            | + 29"       |
| 7  | Jon Izagirre        | Euskaltel-Euskadi           | + 29"       |
| 8  | Tiago Machado       | RadioShack-Nissan           | + 29"       |
| 9  | Alexandre Geniez    | Argos-Shimano               | + 29"       |
| 10 | Rigoberto Urán      | Sky Procycling              | + 29"       |
| 11 | Javier Moreno       | Movistar Team               | + 29"       |
| 12 | Romain Bardet       | Ag2r-La Mondiale            | + 39"       |
| 13 | Wołodymyr Hustow    | Team Saxo Bank-Tinkoff Bank | + 39"       |
| 14 | Bruno Pires         | Team Saxo Bank-Tinkoff Bank | + 47"       |
| 15 | Manuele Mori        | Lampre-ISD                  | + 1' 05"    |
| 16 | Christophe Le Mével | Garmin-Sharp                | + 1' 35"    |
| 17 | Sergio Pardilla     | Movistar Team               | + 1' 36"    |
| 18 | Greg Van Avermaet   | BMC Racing Team             | + 1' 38"    |
| 19 | Sergey Lagutin      | Vacansoleil-DCM             | + 2' 00"    |
| 20 | Fabian Wegmann      | Garmin-Sharp                | + 2' 05"    |
| 21 | Michał Gołaś        | Omega Pharma-Quick Step     | + 2' 09"    |
| 22 | Jan Bakelants       | RadioShack-Nissan           | + 2' 18"    |
| 23 | Asan Bazajew        | Pro Team Astana             | + 2' 25"    |
| 24 | Przemysław Niemiec  | Lampre-ISD                  | + 2' 57"    |
| 25 | Eros Capecchi       | Liquigas-Cannondale         | + 3' 07"    |

|     | Zawodnik            | Drużyna                     | Czas         |
| --- | ------------------- | --------------------------- | ------------ |
| 2   | Michał Kwiatkowski  | Omega Pharma-Quick Step     | + 5"         |
| 21  | Michał Gołaś        | Omega Pharma-Quick Step     | + 2' 09"     |
| 24  | Przemysław Niemiec  | Lampre-ISD                  | + 2' 57"     |
| 47  | Bartosz Huzarski    | Reprezentacja Polski        | + 11' 04"    |
| 62  | Tomasz Marczyński   | Vacansoleil-DCM             | + 20' 45"    |
| 81  | Karol Domagalski    | Caja Rural                  | + 29' 19"    |
| 94  | Jarosław Marycz     | Team Saxo Bank-Tinkoff Bank | + 36' 12"    |
| 106 | Maciej Bodnar       | Liquigas-Cannondale         | + 41' 58"    |
| 107 | Damian Walczak      | Reprezentacja Polski        | + 42' 53"    |
| 108 | Łukasz Bodnar       | Reprezentacja Polski        | + 42' 55"    |
| 117 | Bartłomiej Matysiak | Reprezentacja Polski        | + 50' 11"    |
| 139 | Tomasz Kiendyś      | Reprezentacja Polski        | + 1h 06' 43" |
| 145 | Adrian Kurek        | Reprezentacja Polski        | + 1h 14' 29" |
| —   | Rafał Majka         | Team Saxo Bank-Tinkoff Bank | DNF-7        |
| —   | Marek Rutkiewicz    | Reprezentacja Polski        | DNF-7        |
| —   | Paweł Cieślik       | Reprezentacja Polski        | DNF-7        |
| —   | Mateusz Taciak      | Reprezentacja Polski        | DNF-7        |

|    | Zawodnik             | Drużyna               | Punkty |
| -- | -------------------- | --------------------- | ------ |
| 1  | Tomasz Marczyński    | Vacansoleil-DCM       | 85     |
| 2  | Daniel Teklehaimanot | Orica-GreenEDGE       | 46     |
| 3  | Bartosz Huzarski     | Reprezentacja Polski  | 43     |
| 4  | Sergio Henao         | Sky Procycling        | 30     |
| 5  | Tom Slagter          | Rabobank Cycling Team | 28     |
| 6  | Ian Stannard         | Sky Procycling        | 27     |
| 7  | Michaił Ignatiew     | Team Katusha          | 25     |
| 8  | Bartłomiej Matysiak  | Reprezentacja Polski  | 24     |
| 9  | Mickaël Delage       | FDJ-BigMat            | 22     |
| 10 | Gabriele Bosisio     | Utensilnord Named     | 20     |

|    | Zawodnik           | Drużyna                 | Punkty |
| -- | ------------------ | ----------------------- | ------ |
| 1  | Ben Swift          | Sky Procycling          | 77     |
| 2  | Michał Kwiatkowski | Omega Pharma-Quick Step | 69     |
| 3  | Moreno Moser       | Liquigas-Cannondale     | 59     |
| 4  | Sergio Henao       | Sky Procycling          | 52     |
| 5  | Theo Bos           | Rabobank Cycling Team   | 47     |
| 6  | Rinaldo Nocentini  | Ag2r-La Mondiale        | 46     |
| 7  | Elia Viviani       | Liquigas-Cannondale     | 44     |
| 8  | Jacopo Guarnieri   | Pro Team Astana         | 42     |
| 9  | Daniele Bennati    | RadioShack-Nissan       | 41     |
| 10 | John Degenkolb     | Argos-Shimano           | 38     |

|    | Zawodnik            | Drużyna                 | Punkty |
| -- | ------------------- | ----------------------- | ------ |
| 1  | Adrian Kurek        | Utensilnord Named       | 11     |
| 2  | Łukasz Bodnar       | Reprezentacja Polski    | 9      |
| 3  | Michał Kwiatkowski  | Omega Pharma-Quick Step | 7      |
| 4  | Michaił Ignatiew    | Team Katusha            | 5      |
| 5  | Fabian Wegmann      | Garmin-Sharp            | 4      |
| 6  | Juan Antonio Flecha | Sky Procycling          | 4      |
| 7  | Gabriele Bosisio    | Utensilnord Named       | 4      |
| 8  | Bartosz Huzarski    | Reprezentacja Polski    | 3      |
| 9  | Sylvain Georges     | Ag2r-La Mondiale        | 3      |
| 10 | Bert-Jan Lindeman   | Vacansoleil-DCM         | 3      |

|    | Drużyna                     | Czas        |
| -- | --------------------------- | ----------- |
| 1  | Sky Procycling              | 90h 49' 30" |
| 2  | RadioShack-Nissan           | + 4"        |
| 3  | Movistar Team               | + 1' 25"    |
| 4  | Ag2r-La Mondiale            | + 2' 19"    |
| 5  | Omega Pharma-Quick Step     | + 2' 37"    |
| 6  | Garmin-Sharp                | + 3' 23"    |
| 7  | Euskaltel-Euskadi           | + 5' 47"    |
| 8  | Pro Team Astana             | + 10' 24"   |
| 9  | Team Saxo Bank-Tinkoff Bank | + 10' 29"   |
| 10 | Lampre-ISD                  | + 11' 36"   |